# Erythroxylum mannii
Erythroxylum mannii là một loài thực vật có hoa trong họ Erythroxylaceae. Loài này được Oliv. mô tả khoa học đầu tiên năm 1868.